# Maladera eremita
Maladera eremita är en skalbaggsart som beskrevs av Brenske 1899. Maladera eremita ingår i släktet Maladera och familjen Melolonthidae. Inga underarter finns listade i Catalogue of Life.